# 肯通乡
肯通乡，是中华人民共和国西藏自治区昌都市察雅县下辖的一个乡镇级行政单位。

## 行政区划
肯通乡下辖以下地区：
堆如村、达如村、爱如村、多雄村、吉孜村和协堆村。